# Mammillaria marcosii
Mammillaria marcosii (укр. Мамілярія Маркоса, мамілярія маркосі) —сукулентна рослина з роду мамілярія (Mammillaria) родини кактусових (Cactaceae).

## Етимологія

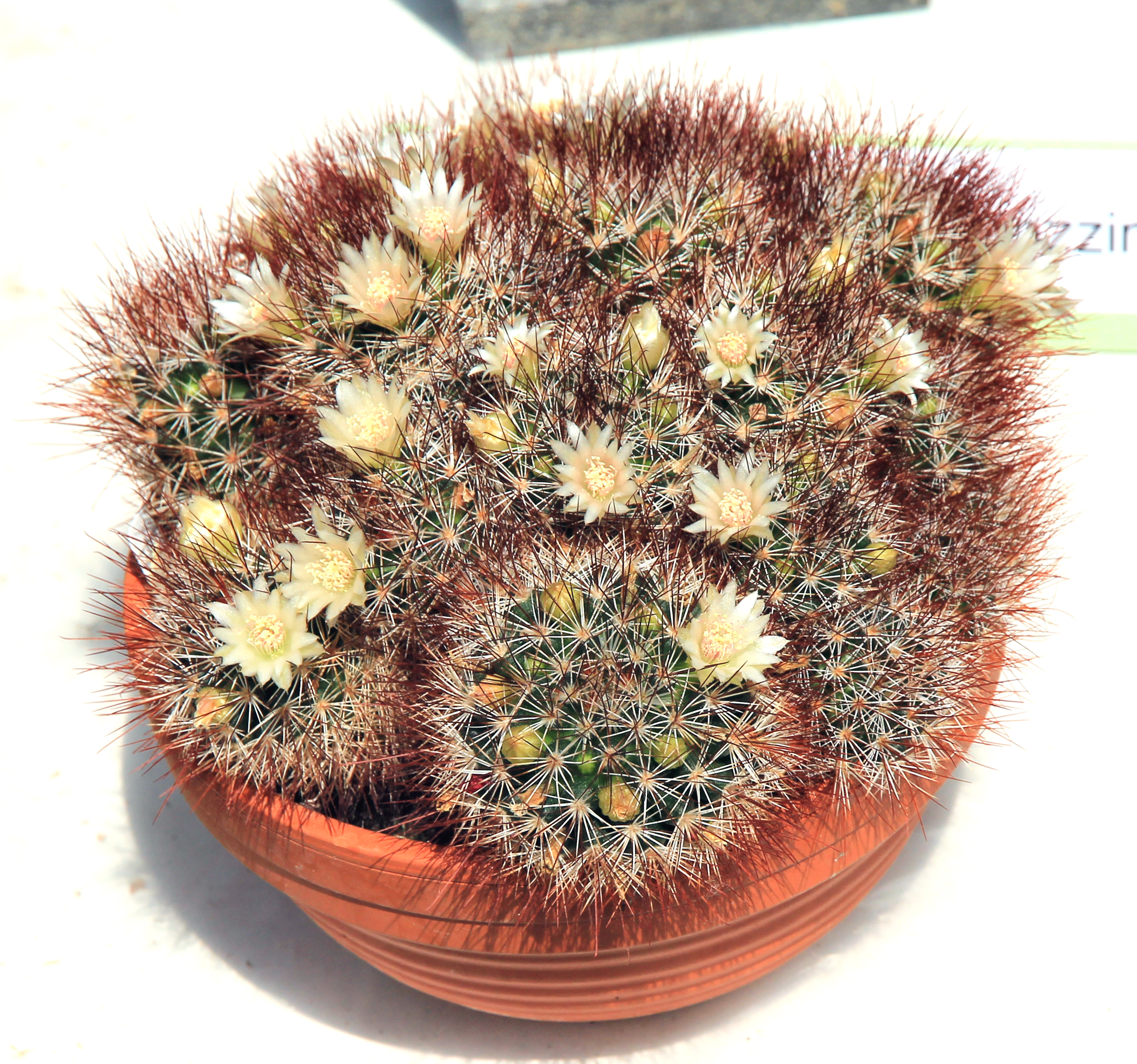
Mammillaria marcosii на виставці кактусів і сукулентів у Ботанічному саду Карлова університету, Прага, Чехія

Видова назва дана на мексиканського кактусовода Маркоса С'єрра Пічардо з міста Сан-Мігель-де-Альєнде, який виявив цей вид.

## Ареал і екологія
Mammillaria marcosii є ендемічною рослиною Мексики. Ареал розташований у штаті Гуанахуато поблизу муніципалітету Атархеа, на схід від муніципалітету Хічу, де вид зростає на висоті 1 200 м над рівнем моря на крутих, майже вертикальних коричневих схилах вулканічних пород у скелястій місцевості в напівпустелі (передгірська маттораль).

## Морфологічний опис
Рослини формують неправильні групи.
| Орган              | Опис |
| Коріння            | |
| Стебло             | кулясте до коротко-циліндричного, до 5 см в діаметрі. |
| Епідерміс          | |
| Маміли             | м'які, циліндричні, з круглими колючками, без молочного соку. |
| Ареоли             | |
| Аксили             | з пухом і з близько 15 щетинками, що звиваються, до 15 мм завдовжки. |
| Центральні колючки | 7-14, зазвичай розходяться променями, спрямовані вгору, голчасті, від білих і жовтих до червоно-коричневих і коричневих, завдовжки 10-20 мм, одна спрямована вниз і з гачком, що змінюється, всі інші прямі. |
| Радіальні колючки  | 16-25, розходяться променями, голчасті, прямі, білі, завдовжки 4-12 мм. |
| Квіти              | жовтувато-білі з рожевим відтінком, до 15 мм завдовжки, в діаметрі 10 мм. |
| Бутони             | |
| Зовнішні пелюстки  | |
| Внутрішні пелюстки | |
| Тичинки            | |
| Маточка            | |
| Плоди              | яйцеподібні до циліндричних, червоні, завдовжки 6-13 мм, не виростають вище колючок. |
| Насіння            | коричнево-чорне. |

## Використання
Цей вид незаконно збирають для використання як декоративної рослини. Вирощують на комерційній основі для міжнародної торгівлі.

## Охоронний статус та заходи зі збереження
Mammillaria marcosii внесена до Червоного списку Міжнародного союзу охорони природи на межі зникнення (CR).
Цей вид вважається під загрозою зникнення через дуже обмежений ареал площею менше 10 км² і єдине місце знаходження. Чисельність цієї рослини оцінюється у менше ніж 150 особин і продовжує швидко знижуватись через наслідки незаконного збору. За оцінками, протягом 3-х поколінь (одне покоління оцінюється в 5-10 років) чисельність знижується на 80 %. Після того, як цей вид був виявлений в 1996 році, популяція зменшилася, за оцінками, на 90 % через незаконне збирання як комерсантами, так і колекціонерами-любителями, оскільки місце зростання цього виду добре відомо.
В жодній з природоохоронних територій Mammillaria marcosii не знайдена.
Охороняється Конвенцією про міжнародну торгівлю видами дикої фауни і флори, що перебувають під загрозою зникнення (CITES), однак реально закон не дотримується.
Необхідно терміново прикласти максимум зусиль щодо захисту цього виду від незаконного збору, щоб зупинити швидке зниження дикої популяції.

## Систематика
Девід Хант скасував статус виду цього таксона як «можливо, раніше описаний», вважаючи, що це може бути Mammillaria multihamata, яка мешкає в тій же місцевості. Однак Фіц-Моріс в журналі «Mammillaria Society Journal», а також в німецькому «Mitteilungsblatt des Arbeitskreises fur Mammillarienfreunde», відкинув порівняння з Mammillaria multihamata, а заодно і з Mammillaria multicentralis, і наполіг на окремому статусі для Mammillaria marcosii. Цієї ж думки дотримуються Джон Вільям Пілбім і Едвард Андерсон у своїй фундаментальній монографії «The Cactus Family».